# Théodore Ritter
Théodore Ritter, född den 5 april 1841 i Nantes, död den 6 april 1886 i Paris, var en fransk pianist.
Ritter hette egentligen Toussaint Prévost och var, åtminstone på pappret, son till Eugène Prévost. Han växte dock upp i Marseille hos musikamatören Toussaint Bennet, som därför misstänks vara hans biologiske far. Fosterfadern såg till att Ritter blev elev till Hector Berlioz. Senare åtnjöt han även Franz Liszts undervisning. På konsertresor i Tyskland, Sverige, Belgien och England vann han anseende som utmärkt pianist med stor färdighet och elegant anslag. Som tonsättare av pianosaker och större sångverk (Le paradis perdu, Méphistophélès med flera) gjorde han sig även känd, varemot hans operor inte fick någon framgång.